# ハワード・ヒューズ医学研究所
ハワード・ヒューズ医学研究所（Howard Hughes Medical Institute、ハワード・ヒューズいがくけんきゅうじょ）はアメリカ合衆国の実業家ハワード・ヒューズによって1953年に設立された非営利の医学研究機関。本部はメリーランド州。2017年現在の財産総額は225億8892万8000ドルで、ビル&メリンダ・ゲイツ財団に次ぐ全米第2位の規模である。
旗艦事業としては最低5年間、300人以上の科学者に資金を提供するHHMI Investigator Programがある。その他、生物学・医学分野における大学学部教育の助成から大学院生への奨学金、将来性のある若手研究者（特にマイノリティや女性）への助成、トップクラスの研究者への資金提供まで、広範な助成活動を行っている。とりわけ、トップクラスの研究者に対して重点的に多額の資金提供を行っている。資金提供は研究助成金（グラント）の授与ではなく、大学等に所属する研究者を在籍のまま同研究所の研究員として雇用するかたちで行われる。　

## 著名な在籍者
- ダニエル・ネイサンズ（1978年ノーベル生理学・医学賞受賞者）
- ジョーゼフ・ゴールドスタイン（1986年ノーベル生理学・医学賞受賞者）
- 利根川進（1987年ノーベル生理学・医学賞受賞者）
- エドヴィン・クレープス（1992年ノーベル生理学・医学賞受賞者）
- エリック・ヴィーシャウス（1995年ノーベル生理学・医学賞受賞者）
- スタンリー・B・プルシナー（1997年ノーベル生理学・医学賞受賞者）
- ギュンター・ブローベル（1999年ノーベル生理学・医学賞受賞者）
- エリック・カンデル（2000年ノーベル生理学・医学賞受賞者）
- ロバート・ホロビッツ（2002年ノーベル生理学・医学賞受賞者）
- リチャード・アクセル（2004年ノーベル生理学・医学賞受賞者）
- リンダ・バック（2004年ノーベル生理学・医学賞受賞者）
- クレイグ・メロー（2006年ノーベル生理学・医学賞受賞者）
- マリオ・カペッキ（2007年ノーベル生理学・医学賞受賞者）
- ジャック・W・ショスタク（2009年ノーベル生理学・医学賞受賞者）
- ブルース・ボイトラー（2011年ノーベル生理学・医学賞受賞者）
- ブライアン・コビルカ（2012年ノーベル生理学・医学賞受賞者）
- トーマス・スードフ（2013年ノーベル生理学・医学賞受賞者）
- マイケル・ロスバッシュ（2017年ノーベル生理学・医学賞受賞者）
- ジェームズ・P・アリソン（2018年ノーベル生理学・医学賞受賞者）
- ウィリアム・ケリン（2019年ノーベル生理学・医学賞受賞者）
- アーデム・パタプティアン（2021年ノーベル生理学・医学賞受賞者）
- ヨハン・ダイゼンホーファー（1988年ノーベル化学賞受賞者）
- トーマス・チェック（1989年ノーベル化学賞受賞者）
- ロデリック・マキノン（2003年ノーベル化学賞受賞者）
- ロジャー・Y・チエン（2008年ノーベル化学賞受賞者）
- トマス・A・スタイツ（2009年ノーベル化学賞受賞者）
- ロバート・レフコウィッツ（2012年ノーベル化学賞受賞者）
- ポール・モドリッチ（2015年ノーベル化学賞受賞者）
- ジェニファー・ダウドナ（2020年ノーベル化学賞受賞者）
- デイヴィッド・ベイカー（2024年ノーベル化学賞受賞者）

## 註
1. ↑  Howard Hughes Medical Institute